# Hrabia Surrey
Hrabiowie Surrey 1. kreacji (parostwo Anglii)
- 1088–1088: William de Warenne, 1. hrabia Surrey
- 1088–1138: William de Warenne, 2. hrabia Surrey
- 1138–1148: William de Warenne, 3. hrabia Surrey
- 1148–1199: Isabel de Warenne, 4. hrabina Surrey
- 1164–1202: Hamelin de Warenne, 5. hrabia Surrey
- 1202–1240: William de Warenne, 6. hrabia Surrey
- 1240–1305: John de Warenne, 7. hrabia Surrey
- 1305–1347: John de Warenne, 8. hrabia Surrey
- 1347–1376: Richard FitzAlan, 10. hrabia Arundel i 9. hrabia Surrey
- 1376–1397: Richard FitzAlan, 11. hrabia Arundel i 10. hrabia Surrey
- 1400–1415: Thomas FitzAlan, 12. hrabia Arundel i 11. hrabia Surrey

Książęta Surrey 1. kreacji (parostwo Anglii)
- 1397–1399: Thomas Holland, 1. książę Surrey

Hrabiowie Surrey 2. kreacji (parostwo Anglii)
- 1451–1476: John de Mowbray, 1. hrabia Surrey

Hrabiowie Surrey 3. kreacji (parostwo Anglii)
- 1483–1524: Thomas Howard, 1. hrabia Surrey
- 1524–1547: Thomas Howard, 3. książę Norfolk i 2. hrabia Surrey
- 1553–1554: Thomas Howard, 3. książę Norfolk i 2. hrabia Surrey
- 1554–1572: Thomas Howard, 4. książę Norfolk i 3. hrabia Surrey
- 1604–1646: Thomas Howard, 21. hrabia Arundel i 4. hrabia Surrey
- 1646–1652: Henry Frederick Howard, 22. hrabia Arundel i 5. hrabia Surrey
- 1652–1677: Thomas Howard, 5. książę Norfolk i 6. hrabia Surrey
- następni hrabiowie Surrey, patrz: książę Norfolk